# 王玉汝
王 玉汝（おう ぎょくじょ、? - 1255年）は、最初期のモンゴル帝国に仕えた漢人の一人。字は君璋。東平府鄆城県の出身。

## 概要
王玉汝は幼くして更の仕事を学び、金末の混乱期には「貞祐の南遷」に従って河南に移ったが、その後一族の者とともに間道を用いて郷里に戻った。金末の混乱期に東平を中心に自立した厳実が鄆城を支配下に入れると、王玉汝は吏として厳実に仕えるようになり、やがて行台令史の地位に就いた。ある時モンゴル帝国のヒタイ総督府長官の一人である耶律楚材が東平を訪れると、王玉汝の才を高く評価して東平路奏差官の地位に就け、燕京（金朝の首都であった中都）に移り住んだ王玉汝は耶律楚材に家人同然に扱われたという。この頃、厳実は既に老齢にあったため、王玉汝は東平府の総管を代行することを申し出た。この間、済州の長官が厳氏の支配を離れて直接モンゴル朝廷の支配下に入ろうとした事件や、大名路の長官が冠氏などの支配権を奪おうとする事件があったが、いずれも王玉汝の活躍により防がれている。また、この頃東平に寄寓していた文人の元好問と交流を持ち、元好問が帰郷する際に故郷の家を復興する建築資金を提供している。
1238年（戊戌）、金朝の滅亡を経てヒタイ地方がモンゴル諸王に分割されることになると、厳実の支配下にある東平一帯は10近くに分けられて建国の功臣の家系に与えられることになった。これを知った王玉汝は厳実の事業が無に帰すと嘆いたため、耶律楚材がオゴデイ・カアンに謁見する場を設け、王玉汝はオゴデイに厳氏の領地を分割することをやめるよう訴え出たという。これを聞いたオゴデイは王玉汝の忠義に免じて死罪を許し、分割された東平一帯で課税を行う「行台知事」に抜擢した。
1241年（辛丑）、厳実の息子の厳忠済が跡を継ぐと王玉汝は左右司郎中の地位を授かり、遂に東平行台（厳氏の勢力圏）全体を総括するようになった。オゴデイの死後即位した第3代皇帝グユクの時代にも再び東平の地を分割する話が持ち上がったが、この時も王玉汝の尽力により話は立ち消えになっている。第4代皇帝モンケの即位後、モンゴル帝国の支配下全体で「六両包銀制」と呼ばれる新税制が導入された。王玉汝はこの税制が民に多大な負担を強いるものであるとして強く反対し、他の漢人世侯からも反対の声が上がったため、税額は3分の2（4両）に減額された｡ この頃王玉汝の官位は更に上がり、龍虎衛上将軍・泰定軍節度使の地位を授けられている。
1252年（壬子）、病を理由に王玉汝は官を辞し、史書を編む日々に入った。1255年（乙卯）、厳忠済は使者を派遣して王玉汝に官に復帰するよう要望し、王玉汝は固く辞したものの、使者は参議の印をたてに復帰を強要した。やむを得ず復帰した王玉汝は復帰から5・6日で業務を改善させたが、同年8月に隕石が庭に落ちた時亡くなったとされる。